# 逗子 (逗子市)
逗子（ずし）は、神奈川県逗子市の町名である。現行行政地名は逗子一丁目から逗子七丁目で、住居表示が実施されている。

## 地理
逗子市の中心部、JR横須賀線逗子駅の南側に位置し、逗子駅前から扇状に1～7丁目が広がる。北西から2・3丁目境、4・5丁目境、6丁目と桜山8丁目境を流れる田越川は桜山と新宿の間で逗子湾（相模湾）に注ぐ。逗子5丁目の田越川右岸に京急逗子線逗子・葉山駅があり、逗子市役所は逗子・葉山駅北口に近い。東の横須賀市田浦方面からの神奈川県道24号横須賀逗子線は3・4丁目境、2・5丁目境を通って逗子駅前のロータリーに入り、南西に向かい1・5丁目境、銀座通り入口交差点で南に向きを変え、5・6丁目境を通って桜山に抜ける。さらに田越橋交差点で西に折れ、田越川左岸を通り渚橋交差点で国道134号に合流する。逗子駅前と銀座通り入口交差点の間は逗子市随一の繁華街「逗子銀座商店街」で、銀座通り入口から逗子駅前方向の一方通行である。逗子駅前から鎌倉葉山線への一方通行の「なぎさ通り」も商店街を形成している。北西の鎌倉市方面からの神奈川県道311号鎌倉葉山線は、銀座通り入口交差点と田越橋交差点の間で横須賀逗子線と合流し、田越橋からは直進して葉山町方面へ抜ける。横浜銀行、三井住友銀行はいずれも逗子駅前に店舗を有し、逗子郵便局は6丁目に位置する。4丁目に逗子市立逗子小学校、6丁目には私立の聖マリア小学校がある。

### 地価
住宅地の地価は、2023年（令和5年）1月1日の公示地価によれば、逗子4-4-8の地点で26万9000円/m2、逗子6-8-41の地点で31万7000円/m2となっている。

## 歴史
1889年（明治22年）4月1日、市町村制施行により逗子村を含む7つの村が合併して三浦郡田越村が成立。この際に、逗子はその大字となる。田越村は1924年（大正13年）4月1日に逗子町へ改称。1943年（昭和18年）4月1日に横須賀市に編入されたのち、1950年7月1日に旧逗子町域が横須賀市から分離独立し、再び逗子町となる。1954年4月15日、単独市制を施行し、逗子市となる。1965年5月1日に大字逗子を中心に逗子1～7丁目が設けられた。

## 世帯数と人口
2021年（令和3年）10月1日現在（逗子市発表）の世帯数と人口は以下の通りである。
| 丁目       | 世帯数    | 人口    |
| ---------- | --------- | ------- |
| 逗子一丁目 | 374世帯   | 703人   |
| 逗子二丁目 | 329世帯   | 751人   |
| 逗子三丁目 | 159世帯   | 335人   |
| 逗子四丁目 | 637世帯   | 1,380人 |
| 逗子五丁目 | 383世帯   | 753人   |
| 逗子六丁目 | 349世帯   | 788人   |
| 逗子七丁目 | 810世帯   | 1,808人 |
| 計         | 3,041世帯 | 6,518人 |

### 人口の変遷
国勢調査による人口の推移。
| 年                 | 人口  |
| ------------------ | ----- |
| 1995年（平成7年）  | 5,951 |
| 2000年（平成12年） | 6,384 |
| 2005年（平成17年） | 6,470 |
| 2010年（平成22年） | 6,518 |
| 2015年（平成27年） | 6,437 |
| 2020年（令和2年）  | 6,513 |

### 世帯数の変遷
国勢調査による世帯数の推移。
| 年                 | 世帯数 |
| ------------------ | ------ |
| 1995年（平成7年）  | 2,335  |
| 2000年（平成12年） | 2,626  |
| 2005年（平成17年） | 2,758  |
| 2010年（平成22年） | 2,797  |
| 2015年（平成27年） | 2,864  |
| 2020年（令和2年）  | 3,018  |

## 学区
市立小・中学校に通う場合、学区は以下の通りとなる（2023年2月時点）。
| 丁目       | 番地 | 小学校             | 中学校             |
| ---------- | ---- | ------------------ | ------------------ |
| 逗子一丁目 | 全域 | 逗子市立逗子小学校 | 逗子市立久木中学校 |
| 逗子二丁目 | 全域 | 逗子市立逗子小学校 | 逗子市立逗子中学校 |
| 逗子三丁目 | 全域 | 逗子市立逗子小学校 | 逗子市立逗子中学校 |
| 逗子四丁目 | 全域 | 逗子市立逗子小学校 | 逗子市立逗子中学校 |
| 逗子五丁目 | 全域 | 逗子市立逗子小学校 | 逗子市立逗子中学校 |
| 逗子六丁目 | 全域 | 逗子市立逗子小学校 | 逗子市立逗子中学校 |
| 逗子七丁目 | 全域 | 逗子市立逗子小学校 | 逗子市立久木中学校 |

## 事業所
2021年（令和3年）現在の経済センサス調査による事業所数と従業員数は以下の通りである。
| 丁目       | 事業所数  | 従業員数 |
| ---------- | --------- | -------- |
| 逗子一丁目 | 198事業所 | 1,901人  |
| 逗子二丁目 | 86事業所  | 979人    |
| 逗子三丁目 | 29事業所  | 118人    |
| 逗子四丁目 | 54事業所  | 514人    |
| 逗子五丁目 | 189事業所 | 1,844人  |
| 逗子六丁目 | 47事業所  | 437人    |
| 逗子七丁目 | 71事業所  | 275人    |
| 計         | 674事業所 | 6,068人  |

### 事業者数の変遷
経済センサスによる事業所数の推移。
| 年                 | 事業者数 |
| ------------------ | -------- |
| 2016年（平成28年） | 690      |
| 2021年（令和3年）  | 674      |

### 従業員数の変遷
経済センサスによる従業員数の推移。
| 年                 | 従業員数 |
| ------------------ | -------- |
| 2016年（平成28年） | 5,349    |
| 2021年（令和3年）  | 6,068    |

## 交通

### 鉄道
- 東日本旅客鉄道（JR東日本）  横須賀線・ 湘南新宿ライン
  - 逗子駅

- 京浜急行電鉄  逗子線
  - 逗子・葉山駅

### 道路
- 国道24号
- 神奈川県道24号横須賀逗子線
- 神奈川県道205号金沢逗子線
- 神奈川県道311号鎌倉葉山線

## 施設
- 逗子市役所
- 逗子市立逗子小学校
- 聖マリア小学校
- オーケー 逗子店[17]